# 태풍 레끼마 (2013년)
태풍 레끼마 (LEKIMA)는 2013년 10월 21일부터 10월 26일까지 활동했고 최저기압 900hPa 기록한 2013년 제 28호 태풍이다. 이 태풍은 2013년에 발생한 태풍 중 2번째로 카테고리 5급 세력에 도달한 태풍이다. 레끼마는 베트남에서 제출한 이름으로 과일나무의 한 종류를 의미한다. 

## 개요
태풍 레끼마는 2013년 10월 21일 오전 3시에 중심기압 1000hPa, 최대풍속 18m/s, 강풍 반경 220km, 크기 '소형'의 열대폭풍으로 미국 괌 동쪽 약 1,770km 부근 해상에서 발생하였다.(일본 기상청 태풍정보 기준) 발생 이후 서북서진하면서 급발달하였고, 10월 23일 오전 9시에 미국 괌 북동쪽 약 980km 부근 해상에서 중심기압 900hPa, 최대풍속 59m/s, 강풍 반경 390km(북동쪽 반경)의 세력 '맹렬함', 크기 '중형'(일본 기상청 태풍정보 기준)의 태풍으로 최성기를 맞이하였다.(일본 기상청의 기압이 공식 기압이므로 공식 기압은 900hPa) 최성기 이후 서서히 약화되면서 북동진으로 전향하였고, 10월 26일 0시에 중심기압 935hPa, 최대풍속 46m/s(일본 기상청 태풍정보 기준)의 세력으로 북위 30도선을 통과하였다. 북위 30도선 통과 뒤 매우 빠른 속도로 북동진하면서 온대저기압화가 진행되었고, 10월 26일 오후 9시에 일본 센다이 동쪽 약 1,290km 부근 해상에서 중심기압 980hPa의 온대저기압으로 변질되었다.(한국 기상청 태풍정보 기준으로는 중심기압 985hPa) 

## 같이 보기
- 2013년 태풍